# Farmington (Maine)
Farmington es un pueblo ubicado en el condado de Franklin en el estado estadounidense de Maine. En el Censo de 2010 tenía una población de 7.760 habitantes y una densidad poblacional de 53,67 personas por km².

## Geografía
Farmington se encuentra ubicado en las coordenadas 44°40′37″N 70°8′29″O / 44.67694, -70.14139. Según la Oficina del Censo de los Estados Unidos, Farmington tiene una superficie total de 144.58 km², de la cual 144.18 km² corresponden a tierra firme y (0.28%) 0.4 km² es agua.

## Demografía
Según el censo de 2010, había 7.760 personas residiendo en Farmington. La densidad de población era de 53,67 hab./km². De los 7.760 habitantes, Farmington estaba compuesto por el 96.89% blancos, el 0.26% eran afroamericanos, el 0.41% eran amerindios, el 0.35% eran asiáticos, el 0.08% eran isleños del Pacífico, el 0.28% eran de otras razas y el 1.73% pertenecían a dos o más razas. Del total de la población el 1.29% eran hispanos o latinos de cualquier raza.